# Львівський музичний коледж імені С. П. Людкевича
Львівський музичний коледж імені С. П. Людкевича (до 2016 року — Львівське державне музичне училище імені С. Людкевича) — вищий навчальний заклад України I—II рівнів акредитації на площі Шашкевича, 5 у Львові.
Коледж готує спеціалістів з 8-ми спеціалізацій: фортепіано, струнні, духові та народні інструменти, хорове диригування, спів, теорія музики, музичне мистецтво естради.

## Історія коледжу
Створене Постановою Раднаркому УРСР за № 1545 від 19 грудня 1939 року на базі Вищого музичного інституту імені Миколи Лисенка — першого українського вищого музичного навчального закладу в Галичині, реорганізованого у вересні 1939 року у Львівську державну консерваторію. Приміщення Інституту разом із частиною педагогічного та учнівського складу стало базою для училища.
Під час німецько-радянської війни училище функціонувало під назвою «Музична школа», роботу якої очолювала О. О. Бережницька. З 1945 року навчальний процес в ЛДМУ поновлюється.
Училище має давні міцні українські та європейські — чеські, австрійські, німецькі, польські — музично-освітні традиції. З перших місяців існування училища до його педагогічного складу випускники найпрестижніших музичних закладів Європи, в тому числі:
- Берлінської королівської музичної академії — Тарас Шухевич, завідує відділом фортепіано ЛДМУ у 1939—1949 роках;
- Віденської музичної академії — Володимира Божейко (фортепіано), викладач Віденської консерваторії, а після другої світової війни — Львівського музичного училища;
- Віденської консерваторії — Галя Левицька (фортепіано) та Борис Кудрик (теорія музики);
- Музично-теоретичний факультет Празького університету — Роман Савицький (фортепіано);
- Перемишльського Вищого музичного інституту імені М. Лисенка — Богдан Дрималик;
- Львівського відділення Польської консерваторії Галицького музичного товариства — Софія Шиманська (теорія музики);
- Вищого музичного інституту імені М. Лисенка та Польської консерваторії — Анатолій Кос-Анатольський, Євген Козак, Володимир Панасюк.

За архівними даними, наприкінці 1940-х років у різні регіони Сибіру примусово виїхали понад двадцять викладачів училища (серед них, зокрема, Панасюк В., Боднар В. В. та ін.) і студенти. Тоді в училищі з'явилися нові кадри, випускники різних консерваторій Радянського Союзу (Києва, Харкова, Ленінграда, Свердловська та ін.) Мещерська Н. Б., Німанд Ш. І., Теплицький О. С., Грисенко М., Прядкін В. В., Кашина О. І., Курашов Б. І., Широков М. Г. та інші.

## Педагоги
У різний час в училищі працювали такі визначні педагоги: Мирон Закопець, Остап Лисенко, Радій Лисиця, Стефанія Павлишин, Володимир Панасюк, Володимир Флис, Ярема Якуб'як, Лідія Хмельницька, Софія Шиманська, доценти Олександр Іванов-Радкевич, Ольга Бережницька, Євгенія Аґроскіна, Мойсей Аранович, Ірина Байцар, Дмитро Біда, Володимир Боднар, Владислав Григорович, Ангеліна Дарморіс, Володимир Дзиндра, Олександр Єгоров, Лариса Єфименко, Ганна Звонко, Георгій Казаков, Петро Колбін, Сергій Лазарчук, Андрій Лабазов, Шота Чихрадзе.

### Директори
Директорами училища були: Осип Москвичів (1944—1945), Дора Діденко (1945—1957), Петро Кирейчук (1957—1962), Дмитро Довженко (1962—1976), Теодозій Сачик (1976—2003), Ярослав Мозіль (2003—2010). З листопада 2010 року директором коледжу є Андрій Охрім.

## Випускники
Серед випускників училища:
- доктори мистецтвознавства Стефанія Павлишин, Тамара Булат, Олександра Цалай-Якименко, Олександр Козаренко;
- народні артисти України Юрій Луців, Тамара Дідик, Петро Скусніченко, Артур Микитка, Людмила Посікіра, Степан Степан, Тарас Баран, Тарас Солдан;
- народний артист Білорусі Зеновій Бабій;
- народна артистка Росії Євгенія Гороховська;
- заслужені артисти та заслужені діячі мистецтв України Микола Кацал, Олександр Грицак, Василь Герасимчук, Микола Кулик, Олег Цигилик, Володимир Антонів, Іван Майчик, Наталія Дацько, Леонід Невинний, Борис Олійник, Василь Попадюк, Василь Герасименко, Оксана Герасименко, Сергій Бурко, Мирон Закопець, Георгій Кузовков, Ярослав Ковальчук, Олексій Волинець, Марія Свірська, Марія Серняк, Остап Стахів, Іван Тиравський, Марія Ваврушко-Салагай, Іван Равлюк, Любов Качала, Лариса Дедюх, Ольга Герасименко, Зенон Залицяйло, Мирон Дуда, Інеса Братущик, Надія Хома, Юрій Пороховник;
- заслужені працівники культури України Орест Козак, Лариса Кривоцюк, Богдан Панькевич, Тадей Едер, Теодозій Сачик, Зенон Леськів, Василь Їжак;
- Серед випускників училища є цілий ряд видатних музикантів скрипалів, духовиків, які працювали і працюють в багатьох вітчизняних та іноземних оркестрах. Оперні співаки займають особливе місце, адже вони працюють майже в кожній із країн Європи.

## Навчальний процес
Нині в коледжі навчаються понад 300 студентів. Щорічно у вищі мистецькі заклади України вступають 30—40 % випускників. Численні випускники училища здобули вищу освіту не лише у Львівській, а і у Київській, Московській, Ленінградській, Свердловській консерваторіях та у Вищих музичних навчальних закладах країн Європи, Америки та Австралії.
У колишніх кабінетах відомих композиторів С. П. Людкевича, В. О. Барвінського, А. Й. Кос-Анатольського — митців, що стояли біля підвалин професійної музичної освіти в Галичині і впродовж десятиліть працювали у стінах теперішнього музичного училища, продовжують плекати і розвивати найкращі традиції минулого.
Навчання в коледжі триває 3 роки 8 місяців. За час навчання студенти мають обов'язкову педагогічну практику в музичній школі при училищі.
Коледж підтримує налагоджені зв'язки з громадськими організаціями, фондами, навчальними закладами та окремими музичними діячами різних країн світу.

## Приміщення коледжу
Приміщення головного корпусу училища, що розміщується у будинку на площі Шашкевича, 5, зведене у 1914—1916 роках, є пам'яткою українського модерну (архітектори О. Лушпинський, І. Левинський, скульптор Г. Кузневич). Великий та Малий зали коледжу, розписані Модестом Сосенком, належать до пам'яток культури, що охороняються державою.